# Coll d'Aspin
El coll d'Aspin és un port de muntanya dels Pirineus que s'eleva fins a 1.489 metres. Es troba al departament francès dels Alts Pirineus, a la regió d'Occitània.

## Geografia
El coll uneix la vall de Campan i la vall d'Aura, Sainte-Marie-de-Campan i Àrreu.
Des d'Àrreu el coll d'Aspin té 12,1 km al 6,4%, amb un desnivell màxim del 9,5% a manca de 5 km pel cim. Des de Sainte-Marie-de-Campan el port té una llargada de 12,8 km al 5,1% i unes rampes màximes del 8%.

## Ciclisme
El port ha estat pujat en 76 ocasions pel Tour de França, el darrer el 2025. El coll serveix d'enllaç entre el Tourmalet i el Coll de Pèira Sorda. La primera vegada que es va pujar fou el 1910.
| - 1910: Octave Lapize - 1911: Paul Duboc - 1912: Louis Mottiat - 1913: Philippe Thys - 1914: Firmin Lambot - 1919: Honoré Barthélémy - 1920: Firmin Lambot - 1921: Hector Heusghem - 1922: Jean Alavoine - 1923: Robert Jacquinot - 1924: Ottavio Bottechia - 1925: Omer Huyse - 1926: Lucien Buysse - 1927: Nicolas Frantz - 1933: Vicente Trueba - 1934: Antonin Magne - 1935: Félicien Vervaecke - 1936: Yvan Marie - 1937: Julián Berrendero - 1938: Gino Bartali - 1939: Edward Vissers - 1947: Jean Robic - 1948: Jean Robic - 1949: Apo Lazaridès - 1950: Kléber Piot - 1951: Fausto Coppi | - 1952: Raphaël Géminiani - 1953: Jean Robic - 1954: Louison Bobet - 1955: Charly Gaul - 1956: Nino Defilippis - 1958: Federico Bahamontes - 1959: Jean Dotto - 1960: Kurt Gimmi - 1961: Marcel Queheille - 1962: Federico Bahamontes - 1963: Guy Ignolin - 1964: Julio Jiménez - 1969: Joaquim Galera - 1970: Primo Mori - 1971: Lucien Van Impe - 1972: Roger Swerts - 1973: José Manuel Fuente - 1974: Jean-Pierre Danguillaume - 1975: Lucien Van Impe - 1976: Gerben Karstens - 1977: Luis Balagué - 1978: Michel Laurent - 1979: René Bittinger - 1980: Raymond Martin - 1982: Michel Laurent | - 1983: Patrocinio Jiménez - 1985: José del Ramo - 1986: Dominique Arnaud - 1988: Samuel Cabrera - 1989: Robert Millar - 1990: Claudio Chiappucci - 1991: Claudio Chiappucci - 1994: Richard Virenque - 1995: Richard Virenque - 1997: Pascal Hervé - 1998: Rodolfo Massi - 1999: Mariano Piccoli - 2001: Bobby Julich - 2003: Sylvain Chavanel - 2004: Michael Rasmussen - 2006: Fabian Wegmann - 2008: Riccardo Riccò - 2009: Franco Pellizotti - 2010: Anthony Charteau - 2012: Thomas Voeckler - 2015: Daniel Martin - 2016: Steve Cummings - 2018: Julian Alaphilippe - 2022: Thibaut Pinot - 2023: Neilson Powless - 2025: Lenny Martinez |